# Fernando Ricksen
Fernando Jacob Hubert Hendricka Ricksen (født 27. juli 1976 i Heerlen, Holland, død 18. september 2019) var en hollandsk fodboldspiller (højre back/kant).
Ricksen startede sin karriere hos Fortuna Sittard, inden han i 1997 skiftede til AZ i Alkmaar. I år 2000 forlod han Holland og skiftede til den skoske storklub Rangers. Her tilbragte han de følgende seks år og spillede hele 182 Premier League-kampe, inden han rejste til Rusland, hvor han skrev kontrakt med Zenit Skt. Petersborg. Han sluttede karrieren hjemme i Holland hos Fortuna Sittard.
Ricksen vandt to skotske mesterskaber og to pokaltitler med Rangers, mens det hos Zenit blev til både et russisk mesterskab samt en triumf i UEFA Cuppen.
For det hollandske landshold spillede Ricksen 12 kampe i perioden 2000-2003. Han debuterede i en venskabskamp 15. november 2000 på udebane mod Spanien, mens hans sidste landskamp var en venskabskamp mod Portugal i april 2003.
I 2013 meddelte Ricksen, at han var dødeligt syg med nervecellesygdommen amyotrofisk lateral sklerose (ALS). Han døde af sygdommen den 18. september 2019.

## Titler
Skotsk Premier League
- 2003 og 2005 med Rangers

Skotsk FA Cup
- 2002 og 2003 med Rangers

Skotsk Liga Cup
- 2002, 2003 og 2005 med Rangers

Russisk mesterskab
- 2007 med FC Zenit

Russisk Super Cup
- 2008 med FC Zenit

UEFA Cup
- 2008 med FC Zenit

UEFA Super Cup
- 2008 med FC Zenit